# Ластовневые
Ласто́вневые, или Ваточниковые, или Ласточниковые (лат. Asclepiadáceae) — ранее семейство цветковых растений. По системе APG входит в качестве подсемейства в семейство Кутровые (Apocynaceae); ранее этот вопрос считался дискуссионным.
Распространены в тропических областях Восточной Азии, Африки, Америки, а также в умеренных зонах.
Почти треть богатого видами подсемейства (около 3400 видов) относится к суккулентам. Свыше 1100 суккулентных таксонов ластовневых описаны в книге «Illustrated Handbook of Succulent Plants» и частично проиллюстрированы.

## Ботаническая характеристика семейства
Семейство объединяет лианы, реже полукустарники, кустарники или травы с супротивными простыми цельнокрайными листьями без прилистников.
Цветки обоеполые, правильные, одиночные или в цимозных зонтикоцветных соцветиях. Околоцветник двойной, пятичленный. Чашечка раздельнолистная. Венчик спайнолепестный, с долями, скрученными в бутоне. Иногда внутри венчика образуются вместилища для нектара. Часто привенчик, образуемый венчиком и (или) андроцеем. Тычинок пять, соединённых с гинецеем в колонку (гиностегий). Пыльники двухгнёздные. Пыльцевые зёрна в поллиниях. Гинецей из двух плодолистиков с верхними апокарпными завязями. Семязачатков много, анатропных висячих, с одним интегументом. В верхней части плодолистики соединены в головку, на нижней стороне которой находится рыльце. Цветки имеют чрезвычайно сложные приспособления для опыления насекомыми.
Плод — вскрывающаяся двулистовка. Семена многочисленные с пучком волосков, что способствует их распространению ветром. Эндосперм скудный. Интерксилярная флоэма. Наличие млечников.
Для многих представителей ластовневых характерны алкалоиды и гликозиды.
Несомненно родство ластовневых с кутровыми. Они сходны с последними по обилию лиан, млечным сосудам, супротивным цельнокрайным листьям без прилистников, строению цветка, нередкой у кутровых и обязательной для ластовневых апокарпии.

## Палеонтология
Древнейшие ископаемые остатки семейства были найдены в отложениях раннего эоцена Тибетского плато.

## Ластовневые как подсемейство семейства Кутровые
Если рассматривать ластовневых в составе семейства Кутровые (Apocynaceae), то его правильным названием будет Asclepiadoideae, а в целом в этом случае в состав кутровых будет входить пять подсемейств:
- Apocynoideae — Кутровые, или Собственно кутровые
- Asclepiadoideae — Ластовнёвые
- Periplocoideae
- Rauvolfioideae
- Secamonoideae

## Роды
Подсемейство включает 200 родов:
- Absolmsia Kuntze — Абсольмсия
- Adelostemma Hook.f.
- Aidomene Stopp
- Amblyopetalum (Griseb.) Malme
- Amblystigma Benth.
- Anatropanthus Schltr.
- Anisopus N.E.Br.
- Anisotoma Fenzl — Анизотома
- Anomalluma Plowes
- Anomotassa K.Schum.
- Araujia Brot.
- Asclepias L. — Ваточник
- Aspidoglossum E.Mey.
- Aspidonepsis Nicholas & Goyder
- Astephanus R.Br.
- Asterostemma Decne.
- Australluma Plowes
- Barjonia Decne.
- Baynesia Bruyns
- Belostemma Wall. ex Wight
- Biondia Schltr.
- Blepharodon Decne.
- Blyttia Arn.
- Brachystelma R.Br.
- Calotropis R.Br.
- Campestigma Pierre ex Costantin
- Caralluma R.Br. — Караллюма
- Cathetostemma Blume
- Ceropegia L. — Церопегия
- Cibirhiza Bruyns
- Cionura Griseb.
- Clemensiella Schltr.
- Conomitra Fenzl
- Cordylogyne E.Mey.
- Corollonema Schltr.
- Cosmostigma Wight
- Cyathostelma E.Fourn.
- Cynanchum L. — Цинанхум

[syn.  Sarcostemma R.Br. — Саркостемма]
- Dalzielia Turrill
- Decanema Decne. — Деканема
- Decanemopsis Costantin & Gallaud
- Dicarpophora Speg.
- Dictyanthus Decne.
- Diplolepis R.Br.
- Diplostigma K.Schum.
- Dischidanthus Tsiang
- Dischidia R.Br. — Дисхидия
- Ditassa R.Br.
- Dolichopetalum Tsiang
- Dregea E.Mey. — Дрежея
- Drepanostemma Jum. & H.Perrier
- Duvalia Haw.
- Duvaliandra M.G.Gilbert
- Echidnopsis Hook.f. — Ехиднопсис
- Edithcolea N.E.Br.
- Emicocarpus K.Schum. & Schltr.
- Emplectanthus N.E.Br.
- Eustegia R.Br.
- Fanninia Harv.
- Fischeria DC.
- Fockea Endl.
- Frerea Dalzell — Фререя
- Funastrum E.Fourn.
- Glossonema Decne.
- Glossostelma Schltr.
- Gomphocarpus R.Br. — Гомфокарпус
- Gongronema (Endl.) Decne.
- Gonolobus Michx.
- Goydera Liede
- Graphistemma (Champ. ex Benth.) Benth. & Hook.f.
- Grisebachiella Lorentz
- Gunnessia P.I.Forst.
- Gymnema R.Br.
- Harmandiella Costantin
- Hemipogon Decne. — Хемипогон
- Heterostemma Wight & Arn.
- Heynella Backer
- Holostemma R.Br.
- Hoodia Sweet ex Decne. — Худия
- Hoya R.Br. — Хойя
- Huernia R.Br. — Гуэрния
- Hypolobus E.Fourn.
- Ischnostemma King & Gamble
- Jacaima Rendle
- Jasminanthes Blume
- Jobinia E.Fourn.
- Kanahia R.Br.
- Lagarinthus E.Mey.
- Larryleachia Plowes
- Lavrania Plowes
- Leptadenia R.Br. — Лептадения
- Lhotzkyella Rauschert
- Lygisma Hook.f.
- Macroditassa Malme
- Macroscepis Kunth
- Madangia P.I.Forst. et al.
- Mahafalia Jum. & H.Perrier
- Mahawoa Schltr.
- Manothrix Miers
- Margaretta Oliv.
- Marsdenia R.Br.
- Matelea Aubl.
- Melinia Decne.
- Merrillanthus Chun & Tsiang
- Metalepis Griseb.
- Metaplexis R.Br.
- Metastelma R.Br.
- Metoxypetalum Morillo
- Micholitzia N.E.Br.
- Microloma R.Br.
- Miraglossum Kupicha
- Mitostigma Decne.
- Morrenia Lindl.
- Nautonia Decne.
- Neoschumannia Schltr.
- Nephradenia Decne.
- Notechidnopsis Lavranos & Bleck
- Odontanthera Wight
- Odontostelma Rendle
- Oncinema Arn.
- Ophionella Bruyns
- Orbea Haw.
- Orbeanthus L.C.Leach
- Oreosparte Schltr.
- Orthanthera Wight
- Orthosia Decne.
- Oxypetalum R.Br.
- Oxystelma R.Br.
- Pachycarpus E.Mey.
- Papuastelma Bullock
- Parapodium E.Mey.
- Pectinaria Haw.
- Pentabothra Hook.f.
- Pentacyphus Schltr.
- Pentarrhinum E.Mey.
- Pentasacme Wall. ex Wight
- Pentastelma Tsiang & P.T.Li
- Pentatropis R.Br. ex Wight & Arn.
- Peplonia Decne.
- Pergularia L.
- Periglossum Decne.
- Petalostelma E.Fourn.
- Pherotrichis Decne.
- Philibertia Kunth
- Piaranthus R.Br.
- Pleurostelma Baill.
- Podostelma K.Schum.
- Pseudolithos P.R.O.Bally
- Pycnorhachis Benth.
- Quaqua N.E.Br.
- Raphistemma Wall.
- Rhyncharrhena F.Muell.
- Rhyssolobium E.Mey.
- Rhyssostelma Decne.
- Rhytidocaulon P.R.O.Bally
- Richtersveldia Meve & Liede
- Riocreuxia Decne.
- Rojasia Malme
- Sarcolobus R.Br. — Сарколобус
- Schistogyne Hook. & Arn.
- Schistonema Schltr.
- Schizoglossum E.Mey.
- Schizostephanus Hochst. ex K.Schum.
- Schubertia Mart.
- Seshagiria Ansari & Hemadri
- Seutera Rchb.
- Sichuania M.G.Gilbert & P.T.Li
- Sisyranthus E.Mey.
- Socotrella Bruyns & A.G.Mill.
- Solenostemma Hayne
- Sphaerocodon Benth.
- Stapelia L. — Стапелия
- Stapelianthus Choux ex A.C.White & B.Sloane
- Stapeliopsis Pillans
- Stathmostelma K.Schum. — Статмостельма
- Stelmagonum Baill.
- Stenomeria Turcz.
- Stenostelma Schltr.
- Stephanotis Thouars
- Stigmatorhynchus Schltr.
- Strobopetalum N.E.Br.
- Tassadia Decne.
- Tavaresia Welw. ex N.E.Br.
- Telosma Coville
- Thozetia F.Muell. ex Benth.
- Trachycalymma (K.Schum.) Bullock
- Treutlera Hook.f.
- Trichosacme Zucc.
- Tridentea Haw.
- Tromotriche Haw.
- Tweedia Hook. & Arn.
- Tylophora R.Br. — Тилофора
- Vailia Rusby
- Vietnamia P.T.Li
- Vincetoxicum Wolf — Ластовень
- Wattakaka Hassk.
- White-Sloanea Chiov.
- Widgrenia Malme
- Woodia Schltr.
- Xysmalobium R.Br.